# Gerrodes minataea
Gerrodes minataea är en fjärilsart som beskrevs av Dyar 1912. Gerrodes minataea ingår i släktet Gerrodes och familjen nattflyn. Inga underarter finns listade i Catalogue of Life.